# Black Jack (personaggio)
Black Jack (ブラック・ジャック?, Burakku Jakku) è un personaggio immaginario creato da Osamu Tezuka, introdotto su Weekly Shōnen Champion dal 19 novembre 1973 per poi far parte del manga Black Jack.

## Personaggio
Black Jack è un formidabile medico senza licenza che lavora a pagamento. Dall'aria oscura, veste sempre con un mantello nero, ha i capelli per metà bianchi e metà neri ed una cicatrice che gli attraversa quasi interamente il volto. Black Jack cura i suoi pazienti senza discriminazioni, dalla gente comune, a presidenti, a membri della yakuza, sebbene chieda a tutti somme altissime per i suoi interventi. Questa caratteristica gli ha fatto ottenere la reputazione di insensibile e avido, che non sembra disprezzare. Black Jack dona la maggior parte del denaro che guadagna alla carità, e ritiene giusto prendere la maggior parte del denaro di un paziente benestante.
In aggiunta alle sue competenze mediche, Black Jack è un abile combattente. Benché sia contro la violenza, lui non esita ad usare la forza per difendere se stesso e gli altri.

## Creazione e concezione
Oltre ad essere un mangaka, Osamu Tezuka era un medico autorizzato e ha creato molti manga dai temi medici con dottori protagonisti. Il personaggio è stato creato per il 30º anniversario della carriera di mangaka di Tezuka. Originariamente, era inteso come il personaggio di una miniserie in cinque parti, ma, grazie al successo riscosso, il personaggio ebbe una storia propria, il manga Black Jack.
L'atteggiamento ed il modo di vestire di Black Jack hanno lo scopo di ricordare ai lettori la figura del pirata: ribelle e intelligente, un uomo che non lavora secondo le restrizioni burocratiche della vita moderna.

## Biografia immaginaria del personaggio
Il vero nome di Black Jack è Kuro'o Hazama (間 黒男?, Hazama Kuro'o). Il suo aspetto bizzarro deriva da un incidente accaduto quando aveva otto anni, in cui sia lui che la madre sono stati terribilmente feriti in un'esplosione. Sua madre perse tutti gli arti, per poi cadere in un coma e morire. Il corpo di Kuro era quasi totalmente a pezzi, ma si è salvato grazie ad un miracoloso intervento del dottor Jotaro Honma. La pelle che copre il lato sinistro della faccia di Kuro è visibilmente più scura perché deriva dalla pelle del suo migliore amico, che è mezzo africano. Segnato da questa esperienza, Kuro decide di diventare un medico, prendendo il nome di Black Jack.
Malgrado il suo genio medico, Black Jack ha scelto di operare senza licenza medica, scegliendo di lavorare in nero. Egli ritiene le licenze come dei simboli privi di status sociale, preferendo vivere nell'anonimato. Inoltre, una licenza avrebbe implicato il seguire delle regole, tra cui la non riscossione di grandi compensi per le operazioni.
Nel capitolo 52 (numerazione italiana), "La maschera scelta" (pubblicato in patria il 14 aprile 1975), Black Jack spiega perché abbia scelto di chiamarsi così: "Kuro'o", inteso come contrazione di Kuro otoko, significa "uomo nero" in giapponese. Tradotto in inglese con Black, ha poi associato il termine con "Jack", nome comune maschile inglese, ed è venuto fuori "Black Jack".

## Altre apparizioni
Black Jack è apparso in diversi altri lavori di Tezuka.
Una delle apparizioni che compie il personaggio avviene nell'episodio 27, "Black Jack no dai sakusen" (ブラック・ジャックの大作戦?, Burakku Jakku no dai sakusen, trad. La grande strategia di Black Jack), dell'adattamento ad anime del 1980 di Astro Boy.
Black Jack appare inoltre in una tavola di Budda, nel film L'uccello di fuoco 2772, negli special televisivi L'Espresso sottomarino, Le avventure di Bandar e I 4 di Brema, e nel videogioco del 2004 Astro Boy Tetsuwan Atom -Atom Heart no himitsu- (ASTRO BOY・鉄腕アトム -アトムハートの秘密-?). In diverse di queste opere animate non è un medico ma ha connotazioni differenti da quella originaria: ne L'uccello di fuoco 2772 è il guardiano di un campo di lavoro, ne Le avventure di Bandar è un pirata spaziale che alla fine si rivela essere il fratello del protagonista e ne I 4 di Brema è il figlio del dittatore della nazione in cui si svolge la vicenda: egli ha rinnegato i metodi di suo padre e insegna a sopravvivere ai ragazzini di strada.

## Impatto culturale
Black Jack è uno dei personaggi più amati di Tezuka e la sua popolarità compete solo con quella di Astro Boy.
Altri mangaka hanno reso omaggio al chirurgo di Tezuka. Black Jack ni yoroshiku, di Shūhō Satō, è così chiamato in riferimento al personaggio di Tezuka.
Black Jack viene nominato alcune volte nella serie anime Ray the Animation. Appropriatamente, questa serie parla di fanta-medicina e la protagonista è stata salvata da un misterioso chirurgo indicato come BJ.
Un chirurgo di nome Black Jack, di abilità prodigiosa, appare brevemente in un episodio della serie Martin Mystère, in un ricordo di Sergej Orloff. Si tratta di un omaggio esplicito degli ideatori della serie a Tezuka.
Viene citato anche nel manga di Saki Hiwatari Proteggi la mia terra, dove il protagonista, Rin, in seguito ai suoi incidenti, viene operato all'ospedale del Messia, dove compare per l'appunto in una vignetta Black Jack. Sempre in Proteggi la mia terra, viene citato durante una parodia de I Cavalieri dello zodiaco quando Sirio il Dragone è cieco e dice che un certo BJ lo guarirà.